# Юрьев, Лев Константинович
Лев Константинович Юрьев — советский хозяйственный и политический деятель.

## Биография
Родился в 1938 году в Ртищево. Член КПСС.
Окончил Саратовский политехнический институт.
В 1957—1961 гг. — военнослужащий ВМФ СССР.
В 1966—1976 гг. — инженер, главный инженер, управляющий трестом «Балаковомежрайгаз».
В 1976—1980 гг. — заместитель председателя Балаковского горисполкома.
В 1980—1982 гг. — председатель Балаковского горисполкома.
В 1982—1990 гг. — первый секретарь Балаковского горкома КПСС.
В 1991—1996 гг. — заместитель генерального директора производственного объединения «Балаковские волокна».
В 1996—2008 гг. — начальник Балаковского почтамта.
Почётный гражданин Балаково (2008).
Делегат XXVII съезда КПСС.
Жил в Балаково.

## Награды
- Орден Трудового Красного Знамени
- Орден Знак Почёта